# 阮文邁
阮文邁（越南语：／；1858年12月16日—1945年2月11日），字小皋（越南语：／），號蘆江（越南语：／），越南阮朝官員。

## 生平
阮文邁是承天府廣田縣福煙總粘扶社（今屬承天順化省廣田縣廣壽社粘扶村）人，嗣德十一年十一月十二日（1858年12月16日）出生。建福元年（1884年），阮文邁參加承天場鄉試，考中解元。成泰元年（1889年），會試中格，庭試考中副榜。初任安仁知府，後升機密院員外郎。成泰六年（1894年），以隨員身份陪同阮仲合、黎榜、尊室煔出訪法國。後任廣南布政使、慶和布政使。維新五年（1911年），改任學部侍郎。後再改任乂安布政使和清化布政使。啟定年間以總督銜致事。保大年間升協佐大學士致事。
保大十九年十二月二十九日（1945年2月11日），阮文邁去世，壽八十七歲，追贈太子少保。

## 作品
阮文邁編有《越南風史》一書，著有《蘆江小史》、《皇疇五福書》等。

## 家庭
- 长子阮文迪，字集卿，荫生
- 次子阮文適，字爽亭，法越場助教